# サリームガル城

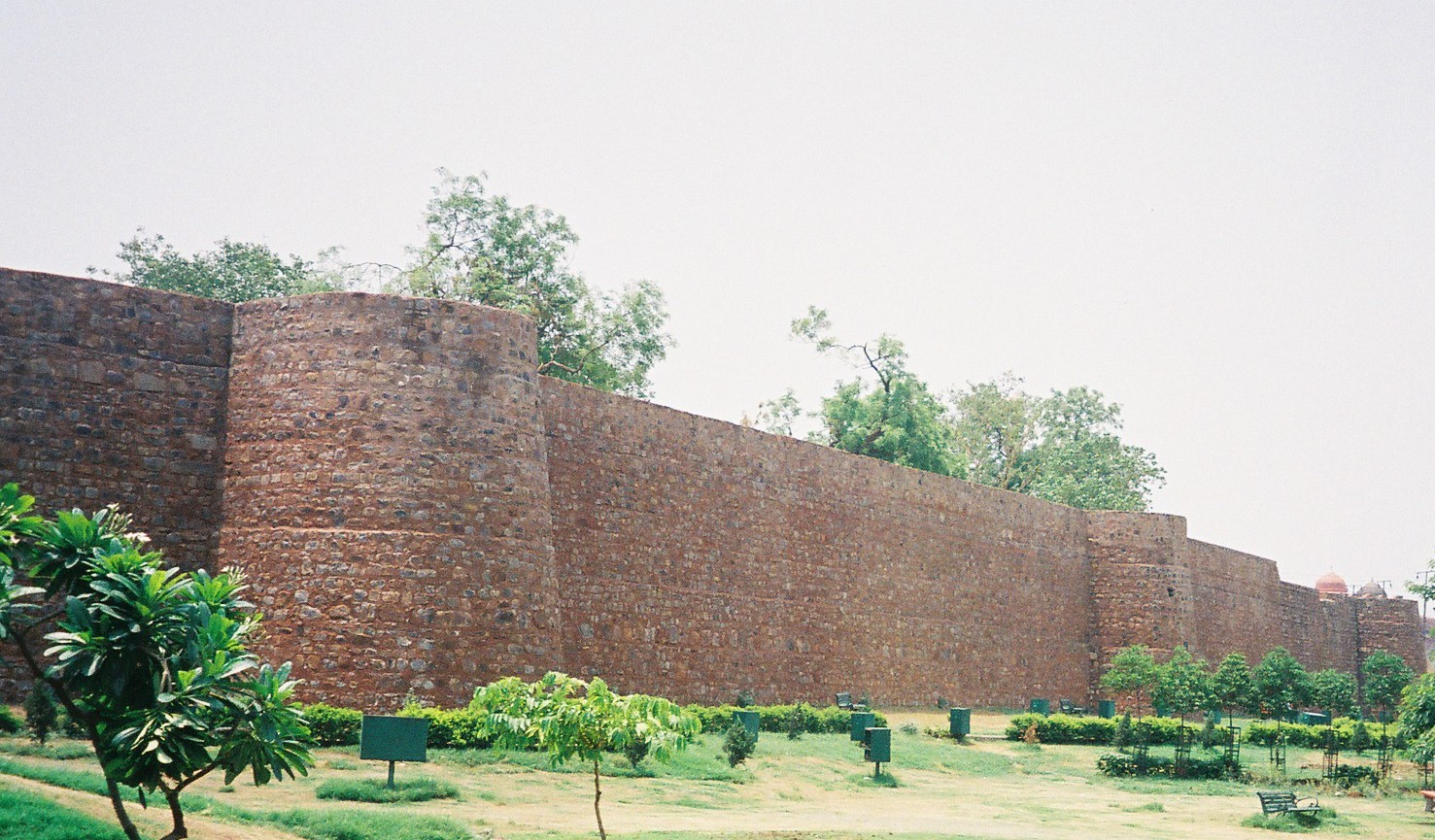
サリームガル城

サリームガル城（ヒンディー語：सलिमगर खिला, 英語：Salimgarh Fort）は、インドのハリヤーナー州、デリーにある城塞。近くにはムガル帝国の皇帝の居城だったレッド・フォートがある

## 歴史

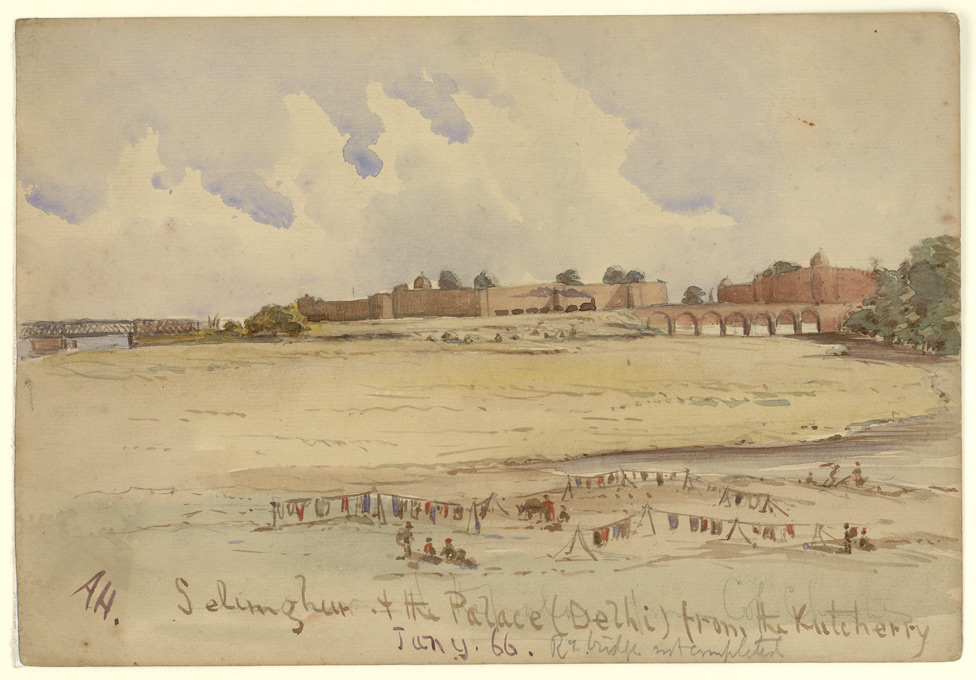
サリームガル城（19世紀）

1546年、スール朝の君主イスラーム・シャーによって建設される。
1555年、フマーユーンがムガル帝国を奪還した後は、ヌールガルともしばしば呼ばれた。
1857年、インド大反乱が起きた際、反乱を起こしたセポイの拠点の一つとなった。